# Igor Hrehorowicz
Igor Hrehorowicz (ur. 7 grudnia 2002 we Wrocławiu) – polski niepełnosprawny pływak.

## Życiorys
Pierwszy raz z pływanie zetknął się, uczęszczając do przedszkola. Był uczniem w szkole sportowej i tam pływanie stało się jego pasją. Zapisał się wówczas do klubu Start Wrocław. W wieku 14 lat zaczął osiągać sukcesy, m.in. zdobywając trzy złote medale podczas mistrzostw świata juniorów. Rok później został dwukrotnym mistrzem Polski seniorów.
W 2018 roku wziął udział na mistrzostwach Europy w Dublinie. Trzykrotnie dopłynął do finału indywidualnie i raz w zawodach sztafetowych. Najbliżej medalu był w sztafecie 4 × 100 m stylem zmiennym (34 pkt), zajmując z Patrykiem Biskupem, Patrykiem Kowalskim i Michałem Golusem czwarte miejsce.
Następnego roku w Londynie podczas mistrzostw świata udało mu się awansować do finału 400 m stylem dowolnym (S9), w którym zajął piątą pozycję.
W 2021 roku zadebiutował na letnich igrzyskach paraolimpijskich w Tokio. W finale 400 metrów stylem dowolnym zajął ex aequo siódme miejsce z Włochem Federico Morlacchim.

## Wyniki
| Rok  | Zawody                   | Miejscowość | Konkurencja                        | Wynik         | Pozycja     |
| ---- | ------------------------ | ----------- | ---------------------------------- | ------------- | ----------- |
| 2018 | Mistrzostwa Europy       | Dublin      | 400 m stylem dowolnym (S9)         | 4:41,87       | 8. miejsce  |
| 2018 | Mistrzostwa Europy       | Dublin      | 100 m stylem grzbietowym (S9)      | 1:17,58 (el.) | 17. miejsce |
| 2018 | Mistrzostwa Europy       | Dublin      | 100 m stylem motylkowym (S9)       | 1:05,94       | 8. miejsce  |
| 2018 | Mistrzostwa Europy       | Dublin      | 200 m stylem zmiennym (SM9)        | 2:28,69       | 7. miejsce  |
| 2018 | Mistrzostwa Europy       | Dublin      | 4 × 100 m stylem zmiennym (34 pkt) | 4:35,99       | 4. miejsce  |
| 2019 | Mistrzostwa świata       | Londyn      | 400 m stylem dowolnym (S9)         | 4:23,33       | 5. miejsce  |
| 2019 | Mistrzostwa świata       | Londyn      | 100 m stylem motylkowym (S9)       | 1:04,89 (el.) | 19. miejsce |
| 2019 | Mistrzostwa świata       | Londyn      | 200 m stylem zmiennym (SM9)        | 2:29,77 (el.) | 14. miejsce |
| 2021 | Mistrzostwa Europy       | Madera      | 100 m stylem dowolnym (S9)         | 59,71 (el.)   | 15. miejsce |
| 2021 | Mistrzostwa Europy       | Madera      | 400 m stylem dowolnym (S9)         | 4:29,04       | 6. miejsce  |
| 2021 | Mistrzostwa Europy       | Madera      | 100 m stylem motylkowym (S9)       | 1:01,94       | 7. miejsce  |
| 2021 | Mistrzostwa Europy       | Madera      | 200 m stylem klasycznym (SB8)      | 1:29,46 (el.) | 13. miejsce |
| 2021 | Igrzyska paraolimpijskie | Tokio       | 400 m stylem dowolnym (S9)         | 4:24,75       | 7. miejsce  |
| 2021 | Igrzyska paraolimpijskie | Tokio       | 100 m stylem motylkowym (S9)       | 1:04,71 (el.) | 13. miejsce |
| 2021 | Igrzyska paraolimpijskie | Tokio       | 200 m stylem zmiennym (SM9)        | 2:44,39 (el.) | 12. miejsce |